# Digby/Annapolis Regional Airport
Digby/Annapolis Regional Airport är en flygplats i Kanada. Den ligger i den sydöstra delen av landet, 800 km öster om huvudstaden Ottawa. Digby/Annapolis Regional Airport ligger 152 meter över havet.